# Antoine-René de Voyer de Paulmy d'Argenson
Pour les articles homonymes, voir Marc-René d'Argenson.
Antoine-René de Voyer, marquis de Paulmy puis d’Argenson (1757), né le 22 novembre 1722 à Valenciennes et mort le 13 août 1787, est un diplomate et homme d'État français.

## Biographie
Il est le fils unique de René-Louis de Voyer de Paulmy, marquis d'Argenson (1694-1757), et de Marie-Madeleine Méliand, qui se séparent de biens et de corps en 1734. 
Il est avocat du roi au Châtelet puis conseiller au parlement (1744), maître des requêtes (1747), puis ambassadeur en Suisse (1748-1751). En 1751, il devient secrétaire d'État de la Guerre en survivance de son oncle, le comte d’Argenson, puis en succession du 1er février 1757 au 3 mars 1758. Remplacé par le maréchal de Belle-Isle, il se retire avec le titre de ministre d'État. Puis il est ambassadeur en Pologne (1759-1765), à Venise, à Rome.

## La passion des livres, la bibliothèque du marquis de Paulmy
En 1757 le marquis de Paulmy, bailli de l’Artillerie, loge par brevet du Roi à l’Arsenal. Il fait transformer peu à peu le bâtiment en bibliothèque pour y loger ses livres et ses très importantes collections de manuscrits, médailles et estampes.
Sa bibliothèque, l’une des plus belles jamais réunies par un particulier, comprend environ cent mille volumes choisis avec soin, essentiellement des auteurs français et particulièrement de la poésie; il en dresse lui-même le catalogue et place en tête d’un grand nombre de volumes des notices manuscrites, dictées ou écrites par lui, qui fournissent souvent des indications intéressantes et témoignent d’un goût littéraire très sûr. Ses collections d'ouvrages en provenance d'Allemagne ont été fournies par la librairie strasbourgeoise Bauer, Treuttel et Würtz.
En 1785 le comte d’Artois achète l'ensemble tout en laissant l'usufruit au marquis et elle devint la « Bibliothèque de Monsieur », qui a ensuite formé le noyau de la bibliothèque de l'Arsenal.
Le frère du roi ayant émigré dès le 17 juillet 1789, elle est placée sous séquestre, demeura sur place, et en 1797 fut déclarée « Bibliothèque Nationale et Publique » par le Directoire, qui l'ouvrit au public.
Paulmy est aussi le concepteur du plan de la Bibliothèque universelle des romans (40 volumes, 1775-1778). Avec un rythme de 16 volumes par an, il voulait couvrir toute la production éditoriale et procéder à une analyse raisonnée des romans.
Il a publié dans ce recueil plusieurs nouvelles de sa composition, réunies ultérieurement en volume séparé sous le titre Choix de petits romans de différents genres (1782) : Les Amours d’Aspasie, Les Exilés de la cour d’Auguste, Le Juif errant, Le Roman du Nord, ou l’histoire d’Odin.
Quant aux 69 volumes de ses Mélanges tirés d’une grande bibliothèque, écrits avec André-Guillaume Contant d'Orville et publiés de 1779 à 1788, il y a reproduit un grand nombre des notices qu’il avait rédigées pour sa bibliothèque ; 24 premiers volumes de la série imprimés à Paris par Moutard entre 1779 et 1781 et reliés aux armes de la comtesse d'Artois, ont figuré dans la bibliothèque de Sacha Guitry (n°1 du catalogue de la vente du 25 mars 1976 - arch. pers.).
Il a été élu membre de l’Académie française en 1748, de l'Académie des sciences, belles-lettres et arts de Besançon et de Franche-Comté en 1756, de l’Académie des sciences en 1764 et de l’Académie des inscriptions et belles-lettres.

## Mariage et descendance
Il se marie deux fois. 

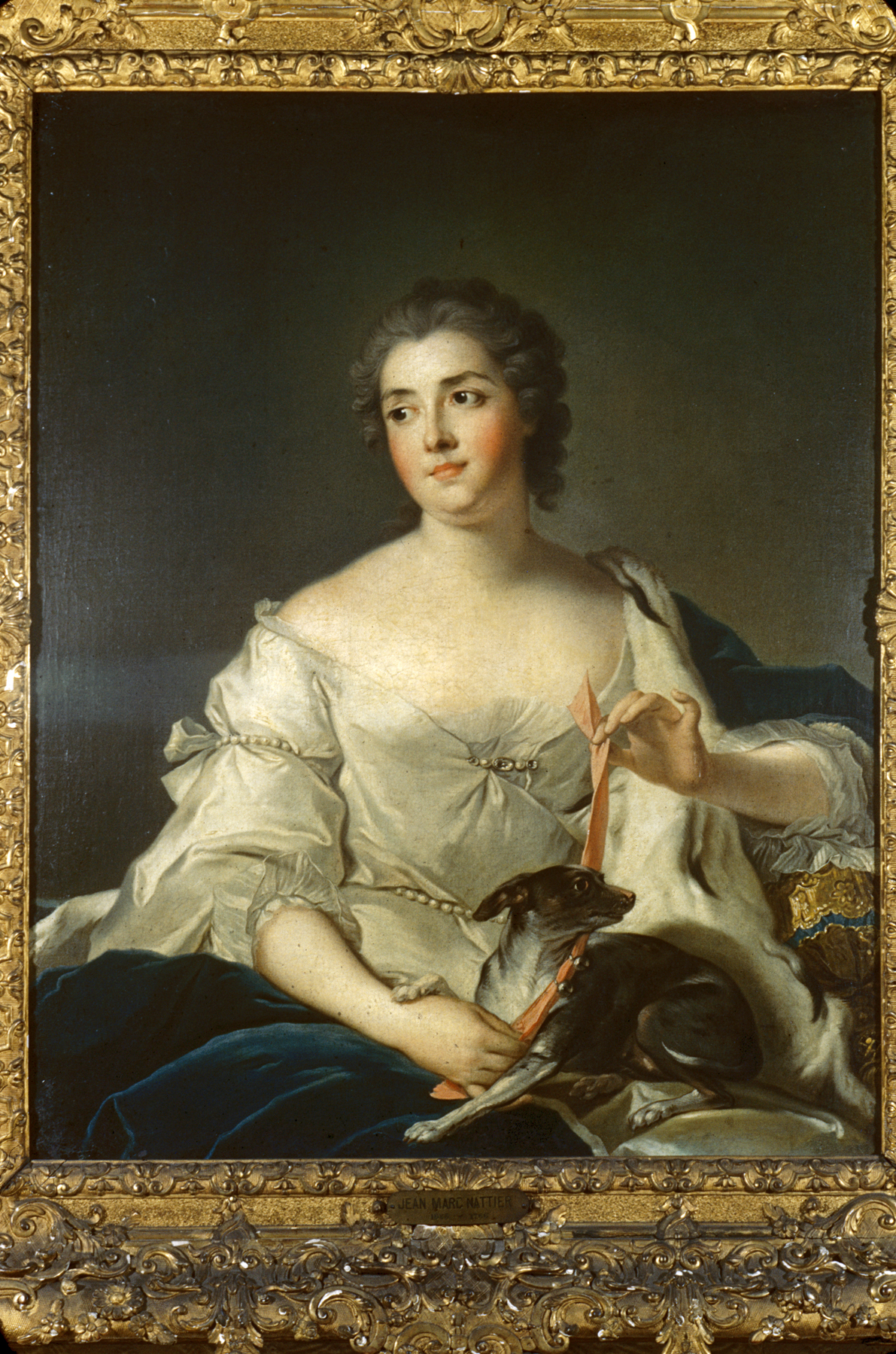
Suzanne-Marquerite Fyot de la Marche
(1731-1784), Marquise d'Argenson
1750 par Jean-Marc Nattier
Baltimore, Walters Art Gallery

"La nuit du 17 au 18 juillet 1744 », il épouse Anne Louise Jacquette Dangé, fille unique de François-Balthazar Dangé, secrétaire du roi et fermier général, et d'Anne Jarry. Celle-ci décède à 19 ans dès le 11 juillet 1745 sans enfant. 
Il se remarie en avril 1748 avec Suzanne Marguerite Fyot de La Marche (1731-1784), fille de Claude Philibert Fyot de la Marche (1694-1768), premier président du parlement de Dijon et de Jeanne-Marguerite Baillet. De cette seconde union naît une fille, Madeleine Suzanne Voyer (1752-1813), mariée en 9 avril 1771 à Anne Charles Sigismond de Montmorency-Luxembourg, duc de Piney.

## Œuvres
- Voyage d'inspection de la frontière des Alpes en 1752, publié en 1902 par Henry Duhamel. et les éditeurs H. Falque et F. Perrin (Grenoble)[6].